# Liste du patrimoine mondial aux États-Unis
Cet article recense les sites inscrits au patrimoine mondial aux États-Unis.

## Statistiques
Les États-Unis (États-Unis d'Amérique pour l'UNESCO) ratifient la Convention pour la protection du patrimoine mondial, culturel et naturel le 7 décembre 1973. Les premiers sites protégés sont inscrits en 1978.
En 2024, les États-Unis comptent 26 sites inscrits au patrimoine mondial, 13 culturels, 12 naturels et 1 mixte.
Le pays a également soumis 17 sites à la liste indicative, 9 culturels et 8 naturels.

## Listes

### Patrimoine mondial
Les sites suivants sont inscrits au patrimoine mondial
| Id.  | Site                                                               | État                                                    | Année | Superficie (ha) | Critères et notes | Coordonnées | Illus. |
| ---- | ------------------------------------------------------------------ | ------------------------------------------------------- | ----- | --------------- | --- | --- | ------ |
| 1468 | Colonies de l'Église morave                                        | Pennsylvanie                                            | 2024  |                 | Culturel, (iii), (iv) Le site danois « Christiansfeld, une colonie de l'Église morave », inscrit en 2015, est étendu à trois nouveaux sites en Allemagne, aux États-Unis et au Royaume-Uni en 2024. Un site aux États-Unis : Bethlehem | 40° 37′ 09″ nord, 75° 22′ 51″ ouest |        |
| 78   | Independence Hall                                                  | Pennsylvanie                                            | 1979  | 2               | Culturel, (vi) | 39° 56′ 56″ nord, 75° 09′ 00″ ouest |        |
| 72   | Kluane / Wrangell - Saint-Élie / Glacier Bay / Tatshenshini-Alsek  | Alaska                                                  | 1979  | 9 839 121       | Naturel, (vii), (viii), (ix), (x) Site transfrontalier commun avec le Canada | 61° 11′ 53″ nord, 140° 59′ 31″ ouest |        |
| 353  | La culture chaco                                                   | Nouveau-Mexique                                         | 1987  |                 | Culturel, (iii) | 36° 03′ 50″ nord, 107° 58′ 16″ ouest |        |
| 266  | La Fortaleza et le site historique national de San Juan à San Juan | Porto Rico                                              | 1983  |                 | Culturel, (vi) | 18° 28′ 01″ nord, 66° 07′ 30″ ouest |        |
| 1496 | Les œuvres architecturales du XXe siècle de Frank Lloyd Wright     | Californie, Illinois, New York, Pennsylvanie, Wisconsin | 2019  | 26,369          | Culturel, (ii) Comprend 8 sites : chapelle Unity (en), Robie House, Taliesin, maison Hollyhock, maison sur la cascade, maison Herbert et Katherine Jacobs, Taliesin West, musée Solomon R. Guggenheim                                  | 39° 54′ 20,055″ N, 79° 27′ 59,312″ O |        |
| 1689 | Les ouvrages en terre cérémoniels Hopewell                         | Ohio                                                    | 2023  | 320,7           | Culturel, (i), (iii) Comprend 8 sites : terrassements de l'Octogone, terrassements du Grand Cercle, terrassements Hopeton (en), Mound City, High Bank Works, Hopewell Mound Group, Seip Earthworks, Fort Ancient.                      | 40° 03′ 13,17″ nord, 82° 26′ 45,82″ ouest |        |
| 1466 | Missions de San Antonio                                            | Texas                                                   | 2015  | 301             | Culturel, (ii) Comprend 5 sites : missions Alamo, Concepcion, San José, San Juan Capistrano, San Francisco de la Espada et rancho de las Cabras                                                                                        | 29° 25′ 30″ nord, 98° 29′ 10″ ouest 29° 23′ 31″ nord, 98° 29′ 31″ ouest 29° 21′ 43″ nord, 98° 28′ 44″ ouest 29° 19′ 55″ nord, 98° 27′ 14″ ouest 29° 19′ 05″ nord, 98° 27′ 00″ ouest 29° 05′ 42″ nord, 98° 10′ 00″ ouest |        |
| 442  | Monticello et Université de Virginie à Charlottesville             | Virginie                                                | 1987  |                 | Culturel, (i), (iv), (vi) | 38° 01′ 59″ nord, 78° 30′ 14″ ouest |        |
| 1326 | Papahānaumokuākea                                                  | Hawaï                                                   | 2010  | 36 207 499      | Mixte, (iii), (vi), (viii), (ix), (x) | 25° 20′ 56″ nord, 170° 08′ 46″ ouest |        |
| 354  | Parc international de la paix Waterton-Glacier                     | Montana                                                 | 1995  | 457 614         | Naturel, (vii), (ix) Site transfrontalier commun avec le Canada | 48° 59′ 46″ nord, 113° 54′ 14″ ouest |        |
| 150  | Parc national de Mammoth Cave                                      | Kentucky                                                | 1981  | 21 191          | Naturel, (vii), (viii), (x) | 37° 11′ 13″ nord, 86° 06′ 11″ ouest |        |
| 27   | Parc national de Mesa Verde                                        | Colorado                                                | 1978  | 21 043          | Culturel, (iii) | 37° 15′ 43″ nord, 108° 29′ 10″ ouest |        |
| 28   | Parc national de Yellowstone                                       | Idaho, Montana, Wyoming                                 | 1978  | 898 349         | Naturel, (vii), (viii), (ix), (x) | 44° 27′ 40″ nord, 110° 49′ 41″ ouest |        |
| 308  | Parc national de Yosemite                                          | Californie                                              | 1984  | 308 283         | Naturel, (vii), (viii) | 37° 44′ 46″ nord, 119° 35′ 49″ ouest |        |
| 76   | Parc national des Everglades                                       | Floride                                                 | 1979  | 567 017         | Naturel, (viii), (ix), (x) En péril entre 1993 et 2007, puis de nouveau depuis 2010 | 25° 33′ 14″ nord, 80° 59′ 46″ ouest |        |
| 259  | Parc national des Great Smoky Mountains                            | Caroline du Nord, Tennessee                             | 1983  | 209 000         | Naturel, (vii), (viii), (ix), (x) | 35° 35′ 35″ nord, 83° 26′ 10″ ouest |        |
| 721  | Parc national des grottes de Carlsbad                              | Nouveau-Mexique                                         | 1995  | 18 926          | Naturel, (vii), (viii) | 32° 10′ 01″ nord, 104° 22′ 59″ ouest |        |
| 409  | Parc national des volcans d'Hawaï                                  | Hawaï                                                   | 1987  | 87 940          | Naturel, (viii) | 19° 24′ 04″ nord, 155° 07′ 26″ ouest |        |
| 75   | Parc national du Grand Canyon                                      | Arizona                                                 | 1979  | 493 270         | Naturel, (vii), (viii), (ix), (x) | 36° 06′ 04″ nord, 112° 05′ 28″ ouest |        |
| 151  | Parc national Olympique                                            | Washington                                              | 1981  |                 | Naturel, (vii), (ix) | 47° 44′ 53″ nord, 123° 26′ 56″ ouest |        |
| 134  | Parcs d'État et national Redwood                                   | Californie                                              | 1980  | 56 883          | Naturel, (vii), (ix) | 41° 22′ 26″ nord, 123° 59′ 53″ ouest |        |
| 198  | Site historique d'État des Cahokia Mounds                          | Illinois                                                | 1982  | 591             | Culturel, (iii), (iv) | 38° 39′ 32″ nord, 90° 03′ 40″ ouest |        |
| 307  | Statue de la Liberté                                               | New York                                                | 1984  | 5               | Culturel, (i), (vi) | 40° 41′ 20″ nord, 74° 02′ 42″ ouest |        |
| 492  | Taos Pueblo                                                        | Nouveau-Mexique                                         | 1992  | 19              | Culturel, (iv) | 36° 26′ 20″ nord, 105° 32′ 31″ ouest |        |
| 1435 | Tertres monumentaux de Poverty Point                               | Louisiane                                               | 2015  | 163             | Culturel, (iii) | 32° 38′ 13″ nord, 91° 24′ 43″ ouest |        |

### Liste indicative
Les sites suivants sont inscrits sur la liste indicative.
| Site                                              | État                                                                                   | Type                             | Date | Superficie (ha) | Lien | Notes | Coordonnées                                                                            | Illus. |
| ------------------------------------------------- | -------------------------------------------------------------------------------------- | -------------------------------- | ---- | --------------- | ---- | --- | -------------------------------------------------------------------------------------- | ------ |
| Pont de Brooklyn                                  | New York                                                                               | Culturel (ii), (iv)              | 2017 |                 | 6232 | | 40° 42′ 22″ N, 73° 59′ 49″ O                                                           |        |
| Ellis Island                                      | New Jersey, New York                                                                   | Culturel (iv)                    | 2017 |                 | 6233 | | 40° 41′ 55″ N, 74° 02′ 28″ O                                                           |        |
| Central Park                                      | New York                                                                               | Culturel (ii), (iv)              | 2017 |                 | 6234 | | 40° 47′ 00″ N, 73° 58′ 00″ O                                                           |        |
| Premiers gratte-ciels de Chicago                  | Illinois                                                                               | Culturel (i), (iv)               | 2017 |                 | 6235 | Comprend 9 bâtiments |                                                                                        |        |
| Pacific Remote Islands Marine National Monument   | Atoll Johnston, Atoll Palmyra, Île Baker, Île Howland, Île Jarvis, Récif Kingman, Wake | Naturel (vii), (viii), (x)       | 2017 |                 | 6236 | |                                                                                        |        |
| Complexe de conservation du courant de Californie | Californie                                                                             | Naturel (vii), (viii), (ix), (x) | 2017 |                 | 6237 | Comprend 6 sites |                                                                                        |        |
| Marianas Trench Marine National Monument          | Îles Mariannes du Nord                                                                 | Naturel (viii), (ix), (x)        | 2017 |                 | 6238 | | 15° 10′ 30″ N, 147° 30′ 18″ E                                                          |        |
| Aires marines protégées des Samoa américaines     | Samoa américaines                                                                      | Naturel (vii), (ix), (x)         | 2017 |                 | 6239 | Comprend le sanctuaire marin national des Samoa américaines (en), le monument national marin de Rose Atoll et le refuge national de faune sauvage de Rose Atoll (sv) |                                                                                        |        |
| Parc national de Big Bend                         | Texas                                                                                  | Naturel (viii), (ix)             | 2017 |                 | 6241 | | 29° 15′ N, 103° 15′ O                                                                  |        |
| Sites du mouvement des droits civiques            | Alabama                                                                                | Culturel (vi)                    | 2008 |                 | 5241 | Église baptiste de l'avenue Dexter, Montgomery ; Église baptiste Béthel , Birmingham ; Église baptiste de la 16e rue, Birmingham                                     | 32° 22′ 37″ N, 86° 18′ 11″ O 33° 33′ 04″ N, 86° 48′ 07″ O 33° 30′ 58″ N, 86° 48′ 54″ O |        |
| Sites aéronautiques de Dayton                     | Ohio                                                                                   | Culturel (ii)                    | 2008 |                 | 5242 | Wright Cycle Company et Wright & Wright Printing, Wright Hall, Hawthorn Hill                                                                                         | 39° 45′ 18″ N, 84° 12′ 43″ O 39° 43′ 41″ N, 84° 12′ 07″ O 39° 43′ 19″ N, 84° 10′ 34″ O |        |
| Bâtiments de Thomas Jefferson                     | Virginie                                                                               | Culturel (i), (iv), (vi)         | 2008 |                 | 5244 | 2 sites : Poplar Forest, capitole de l'État de Virginie | 37° 20′ 49″ N, 79° 16′ 01″ O 37° 32′ 17″ N, 77° 26′ 02″ O                              |        |
| Mount Vernon                                      | Virginie                                                                               | Culturel (iv)                    | 2008 |                 | 5245 | | 38° 42′ 40″ nord, 77° 05′ 10″ ouest                                                    |        |
| Serpent Mound                                     | Ohio                                                                                   | Culturel (i), (iii), (iv)        | 2008 |                 | 5248 | | 39° 01′ 26″ nord, 83° 25′ 48″ ouest                                                    |        |
| Refuge de vie sauvage d'Okefenokee                | Géorgie                                                                                | Naturel (viii), (ix), (x)        | 2008 |                 | 5252 | | 30° 49′ 08″ nord, 82° 21′ 14″ ouest                                                    |        |
| Parc national de Petrified Forest                 | Arizona                                                                                | Naturel (vii), (viii)            | 2008 |                 | 5253 | | 34° 56′ 56″ nord, 109° 46′ 12″ ouest                                                   |        |
| Monument national de White Sands                  | Nouveau-Mexique                                                                        | Naturel (vii), (viii), (ix), (x) | 2008 |                 | 5254 | | 32° 46′ 44″ nord, 106° 19′ 48″ ouest                                                   |        |